# Peucaea ruficauda
El chingolo cabecilistado (Peucaea ruficauda), también denominado pinzón de cabeza rayada, zacatonero cabecirrayado, zacatonero charralero, gorrión cachetinegro tropical y sabanero cabecilistado, es una especie de ave paseriforme de la familia Passerellidae que habita la vertiente del océano Pacífico desde el norte de México hasta Costa Rica.
Es una especie mediana, de cola relativamente larga. Mide entre 15,5 y 18 cm de largo y pesa unos 35 g. El adulto tiene la cabeza negra con una raya blanca sobre cada ojo y otra raya blanca en la mitad de la corona. La nuca es gris. El resto de las partes dorsales son café pálido, rayado con negro en la espalda, y anteado y sin rayas en la rabadilla y la cola. Los hombros son rojizos y las plumas de las alas tienen bordes color ante. La garganta y la mayor parte de las partes ventrales son blancas, tendiendo a color ante en los flancos y con el pecho gris. Los inmaduros tienen el patrón de la cabeza más opaco e indefinido, con rayas ante sobre un fondo pardo opaco, y tienen el pecho rayado.
Hay cuatro subespecies, las cuales, en general, se vuelven de mayor tamaño de norte a sur. La forma más norteña, A. r. acuminata, es más pequeña que la subespecie costarricense, A. r. ruficauda.
Habita en zonas áridas y llanas. En México llega a los 1800 m snm, pero en Costa Rica no pasa de los 800 m. Su hábitat son sabanas con vegetación arbustiva densa, áreas de crecimiento secundario y ecotonos de bosques. Evita el interior de los bosques. Su límite norte es el estado de Durango, en México. Desde ahí se distribuye a lo largo de la vertiente pacífica de México y América Central, llegando hasta la parte septentrional de Puntarenas, Costa Rica.
Se alimenta en el suelo, principalmente de semillas de las hierbas, aunque también come pequeños insectos y arañas. Forma colonias de unos 7 individuos. Juntan los cuerpos en la noche, formando un grupo compacto. Vuela a baja altura y con aleteos, con la cola hacia abajo.
El nido, construido por la hembra, es una taza profunda de material vegetal, pasto fino y pelo. Se construye a menos de 1,2 m de altura del suelo sobre un arbusto espinoso aislado. La hembra pone de 1 a 4 huevos azul pálido sin manchas, mismos que incuba por 12-14 días. Todo el grupo se encarga de alimentar a los polluelos.